# Paolo Fresu (pittore)
Paolo Fresu (Asti, 1950) è un pittore, scenografo e scultore italiano.

## Biografia
Nasce ad Asti e frequenta il liceo artistico di Torino e l'Accademia Albertina.

Non termina gli studi per dedicarsi alla scenografia teatrale e televisiva.

Nel 1981 è lo scenografo dello spettacolo teatrale "Come e perché crollò il colosseo" di Luigi De Filippo.
Nel 1982 è lo scenografo  del film Grunt con Andy Luotto e Giorgio Faletti e nel 1990 collabora alle scenografie di "Fantastico 90" su Rai Uno.
Nel 1992 realizza il manifesto e la scultura per il premio "Astiteatro 14" e nel 1997 è maestro del Palio, dipingendo i due sendalli per il Palio di Asti di quella edizione.

## I temi pittorici
Dopo un periodo di sperimentazione (anni Sessanta-Settanta), in cui sensibile alle tendenze europee del periodo crea figure materico cromatiche, Fresu inizia a raffigurare ironicamente la rappresentazione della borghesia e del potere della nostra società.
Utilizzando i materiali più disparati (legni, metalli, stoffe, inserti di giornali, minuterie) unita ad una eccellente tecnica pittorica, l'artista rappresenta i vari personaggi scavando a fondo nel carattere, nel loro stato e nelle loro funzioni.
Il tutto viene rappresentato su un palcoscenico fantastico, in cui i personaggi, quasi di pirandelliana memoria, "...interagiscono in un clima di complicità e di doppiezza, di intrigo e finzione, che l'autore rende tuttavia più leggero e ludico sulle ali d'una velata ironia e d'una sorridente sceneggiata metaforica.".

## Principali mostre
- Asti, Palazzo Alfieri 1961
- Torino, grafica del caffè Ferrero 1967
- Milano, studio Zero 1976-1978
- Bari, Artefiera 1978
- Milano, teatro San Babila 1979
- New York, Coliseum 1980
- Portofino, Silver Sea 1983
- Asti, Il Platano 1988
- Asti, Foyer del Teatro Alfieri, Antologica 1992
- Asti, stazione ferroviaria, dipinto per il novecentenario del Comune, 1995
- Alessandria, ex convento di S.Francesco, Antologica 2000
- Torino, galleria d'arte, 2004
- Roma, Museo del Burcardo, 2007